# Sergio Oliva
Sergio Oliva (Pinar del Río, Cuba, 4 de julio de 1941-Chicago, Estados Unidos, 12 de noviembre de 2012) fue un culturista cubano. Ganó el título de Mr. Olympia en 1967 y lo mantuvo en 1968 y 1969. Fue conocido como The Myth, el Mito. Fue el único que superó a Arnold Schwarzenegger en una competición para Mr. Olympia.

## Biografía
Sergio Oliva nació el 4 de julio de 1941 en Pinar del Río (Cuba). Fue miembro del equipo de Cuba de halterofilia. Mientras que el equipo cubano estaba en Jamaica preparando los Juegos Centroamericanos, Sergio pensaba que ese no era el deporte al que se tenía que dedicar y se trasladó a EE. UU. para dedicarse al fisiculturismo, contando con el prestigio de ser reconocido como uno de los diez mejores levantadores de pesa del mundo[cita requerida]. Para mantenerse trabajó en Miami reparando televisores, y luego se trasladaría a Chicago, donde empezó a trabajar como oficial de policía, e iniciaría a competir en levantamientos de peso mientras moldeaba un físico que muchos han definido como perfecto. Sergio empezó su andadura culturista en la AAU, donde no tardó en destacar y donde los jueces le vieron, no sin razón, como un serio aspirante a ganar el torneo más prestigioso del mundo.
Harto de diversos problemas con AAU, Sergio empezó a tramitar su entrada a la IFBB donde a los pocos meses de haber sido aceptado, ganó el Mr. Mundo IFBB en 1966. Sergio empezó a mostrarse muy interesado en el Torneo de Joe Weider, el Mr. Olympia, que por aquel entonces dominaba Larry Scott.
Después de ello, y con sus músculos muy a tono, bien proporcionados y con una masa fuera de lo normal, Sergio empezaba a ver el Olympia como algo que podía ganar si seguía haciendo las cosas tan bien como hasta el momento. Claramente, se veía con posibilidades de alzarse con él. Antes de ir a por el Olympia, Sergio ganó el Mr. Universo IFBB en 1967.
El Mr. Olympia no tardó en llegar y lo conquistó durante los años 1967, 1968 y 1969, en este último derrotando al gran Arnold Schwarzenegger, quien se "vengaría" un año después arrebatándoselo en 1970.
Después de que Arnold le quitara el Olympia en aquel año, Sergio se fue de la IFBB y empezó su andadura en otras federaciones (WBBG y WABBA).
Con 43 años, en 1984, y tras conquistar bastantes trofeos en estas dos federaciones, decidió volver a IFBB y al Olympia (donde muchos creen que hizo un retorno memorable), donde quedó octavo en 1984 y de nuevo octavo en el 85, lo que supuso que Sergio se retirara.
Antes de tomar esta decisión probó suerte en el cine, donde hizo dos películas que pasaron muy desapercibidos y en donde Sergio vio que era hora de tomar una decisión: Dejar el culturismo profesional.
En 1986 su esposa Arleen Garrett intentó acabar con su vida, al dispararle cinco veces con un calibre .38 en el abdomen. Quedó impune.

## Muerte
Falleció el 12 de noviembre de 2012 en Chicago, Estados Unidos, por una insuficiencia renal.

## Títulos
1965:
- AAU Junior Mr America - Most Muscular
- AAU Mr America - Most Muscular

1966:
- AAU Junior Mr America
- AAU Junior Mr America - Most Muscular
- AAU Mr America - Most Muscular
- IFBB Mr World

1967:
- IFBB Mr. Universe
- IFBB Mr. Olympia

1968:
- IFBB Mr. Olympia

1969:
- IFBB Mr. Olympia

1972:
- WBBG Mr Galaxy

1973:
- IFBB Mr International

1974:
- WBBG Mr International

1975:
- WBBG Mr. Olympus

1976:
- WBBG Mr. Olympus

1977:
- WABBA World Championships

1978:
- WBBG Mr. Olympus

1980:
- WABBA Pro World Cup
- WABBA World Championships

1981:
- WABBA Pro World Cup